# Bartramia stricta
Bartramia stricta är en bladmossart som beskrevs av Bridel 1803. Bartramia stricta ingår i släktet äppelmossor, och familjen Bartramiaceae. Inga underarter finns listade i Catalogue of Life.